# Agrypon brunneum
Agrypon brunneum là một loài tò vò trong họ Ichneumonidae.